# Sandy Bay (Gibraltar)
Pour les articles homonymes, voir Sandy Bay.
Sandy Bay est un village, une baie et une plage situés sur la côte de la mer Méditerranée orientale de Gibraltar, à l'opposé du rocher de Gibraltar par rapport à la ville principale de Gibraltar. 
Il est situé au sud de la Catalan Bay et est accessible par la Sir Herbert Miles Road.

## Captages d'eau
Juste au-dessus de Sandy Bay et de la route côtière Sir Herbert Miles se trouvaient les grands bassins versants de Gibraltar, qui ne sont plus utilisés. Ils étaient installés sur la grande dune de Gibraltar, une ancienne dune consolidée qui domine le côté est du Rocher. La surface naturellement lisse de la dune a permis la construction d'un bassin de captage d'eau constitué d'une tôle ondulée et d'une couche de béton. L'eau de pluie coulait le long de la pente dans un canal ouvert qui alimentait le système de réservoir à l'intérieur du Rocher.  
En 1898, les travaux ont commencé pour quatre réservoirs d'eau de 5 millions de gallons qui ont été creusés dans le côté ouest du Rocher. Ils ont été officiellement inaugurés par le gouverneur de Gibraltar George White en 1901. Ces réservoirs étaient alimentés par des zones de captage d'eau relativement petites sur le côté ouest du Rocher. 
Les captages d'eau au-dessus de Sandy Bay ont été construits par étapes entre 1903 et 1961. Ils ont été conçus pour répondre à la demande toujours croissante de Gibraltar. Le plan initial était de couvrir une superficie de 10 acres (40 468,5642 m2). Entre 1911 et 1914, un cinquième réservoir a été creusé à l'intérieur du Rocher et le bassin versant est passé à 24 acres (97 124,55408 m2). En 1961, la zone de captage totale a atteint son maximum de 34 acres (137 593,11828 m2).

## Situation actuelle
En 2001, la Gibraltar Ornithological and Natural History Society (en) a commencé à gérer les travaux de démantèlement de cette construction de captage. En 2006, la pente a été entièrement restaurée dans son état naturel et est maintenant entièrement recouverte par la végétation originaire de cet habitat unique de Gibraltar,.  
Il est possible de continuer vers le sud le long de la route Sir Herbert Miles et à travers le Dudley Ward Tunnel (en) jusqu'à  la Punta de Europa à la pointe sud de Gibraltar. À la suite d'un éboulement le 18 février 2002, qui a tué un homme, le Gouvernement a conclu que le risque de nouveaux incidents de ce type était trop grand et le tunnel a été fermé pour une durée indéterminée. En 2007, sa réouverture a été suggérée par le gouvernement pour faciliter la circulation dans la zone des nouveaux développements résidentiels de Rosia Bay (en). Le tunnel a rouvert en novembre 2010, à l'issue d'importants travaux d'ingénierie.
Sandy Bay abrite l'une des rares zones résidentielles du côté est du Rocher, connue sous le nom de Both Worlds.

## Travaux de régénération
Le 25 juin 2014, les autorités de Gibraltar ont inauguré la nouvelle Sandy Bay après un investissement public considérable pour recouvrer la plage quasi inexistante. Les travaux ont agrandi la plage grâce à environ 50 000 tonnes de sable importé de Laâyoune au Sahara occidental. Deux épis incurvés et un brise-lames frontal ont été construits pour protéger la plage de l'impact de l'érosion des vagues et piéger le sable en mouvement, y compris un brise-lames submergé reliant les extrémités des deux épis.